# Cullinan (diamant)

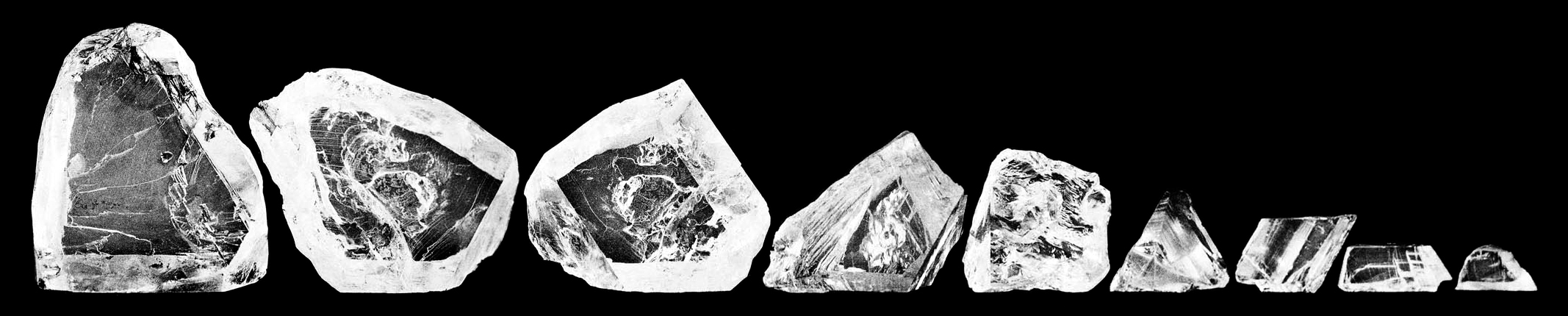
De 9 grootste delen van de Cullinan-diamant na het kloven, voorafgaand aan het slijpen

De Cullinan is de grootste ongeslepen diamant die tot nu toe op aarde is gevonden. De diamanten van de Cullinan werden geslepen in Amsterdam en verwerkt in de Britse kroonjuwelen. De grootste van deze is de Grote Ster van Afrika (Cullinan I), de grootste geslepen diamant ter wereld tot in 1985 de Golden Jubilee-diamant gevonden werd.

## Geschiedenis

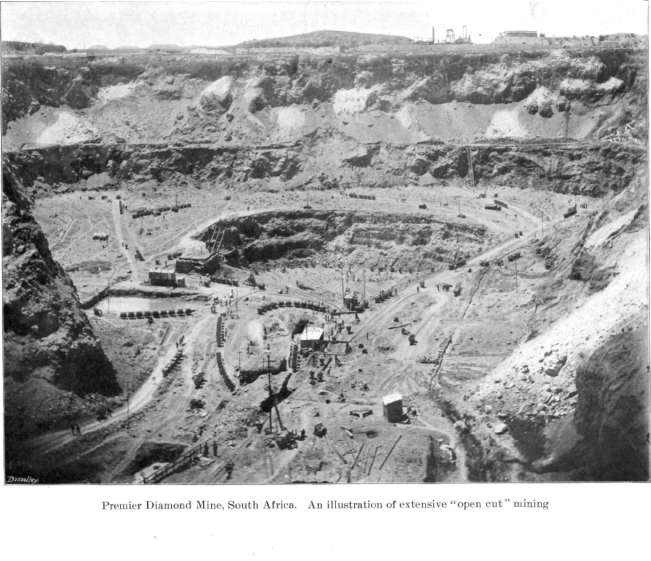
De Premiermijn

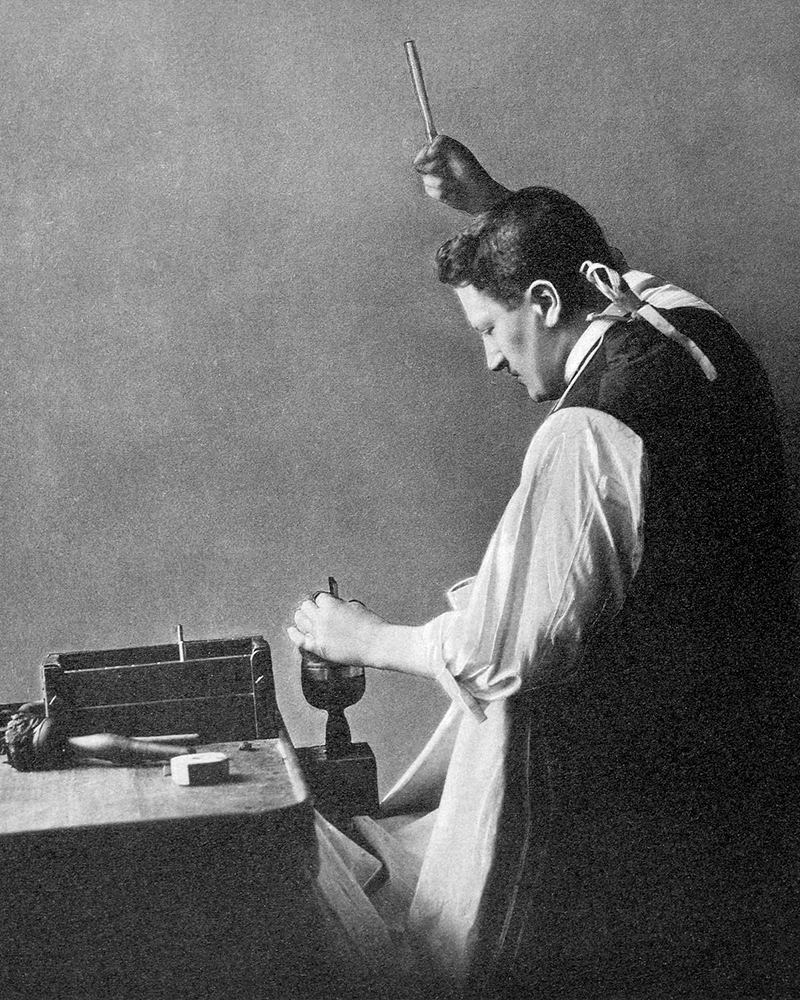
Joseph Asscher klooft de Cullinan diamant in 1907

De Cullinan werd op 26 januari 1905 ontdekt in de Premiermijn in Cullinan, Gauteng, Zuid-Afrika. De Cullinan was 3106 karaat (621,2 gram) en had aan één kant een groot plat vlak, waaruit blijkt dat de oorspronkelijke steen nog veel groter is geweest. De steen werd hiermee direct de grootste ongeslepen diamant ooit, een titel die daarvoor van de Excelsior-diamant was geweest. De Cullinan is genoemd naar Thomas Cullinan, de eigenaar van de mijn.
De Cullinan werd aan koning Eduard VII van het Verenigd Koninkrijk geschonken en in het geheim per pakketpost verstuurd. Een imitatie werd in een zwaarbewaakte kluis vervoerd om de aandacht af te leiden.
De Cullinan werd in Amsterdam met succes gekloofd en geslepen door Joseph Asscher van Koninklijke Asscher Diamant Maatschappij, de meest vooraanstaande diamantslijper van die tijd. In het oppervlak van de steen werd een klein "venster" geslepen, zodat Asscher de breuklijnen en inclusies (onvolkomenheden) kon zien. Asscher liep dagenlang met de steen in zijn zak rond en bekeek en hanteerde de steen telkens weer. Op 10 februari 1908 waagde hij het erop. Hij had een kleine snede in de steen gemaakt en zou hem kloven met het risico dat de steen ook kon versplinteren. De slag waarmee hij de steen kloofde vergde zoveel van hem dat hij na afloop flauwviel. De bewerking was desondanks feilloos.
Voor het slijpen van de Cullinan, werd na vergelijkend onderzoek door Engelse ingenieurs, gekozen voor  diamantschijven gefabriceerd door de firma  G. De Winter & Zoon uit Antwerpen. Het slijpen zelf werd uitgevoerd door Henri Koe. Hij is daarvoor Koninklijk onderscheiden, namelijk als Ridder in de Orde van Oranje-Nassau bij Koninklijk Besluit van 21 december 1908 nummer 6.
Van de Cullinan zijn negen grote en 96 kleine diamanten geslepen, waaronder de Grote Ster van Afrika (Great Star of Africa, Cullinan I) en de Mindere Ster van Afrika (Lesser Star of Africa, Cullinan II). De Grote Ster van Afrika, een diamant van 530,2 karaat, is verwerkt in de scepter van de Britse koning, maar de steen wordt door de koningin ook in een broche gedragen. De andere stenen zijn verwerkt in de kroonjuwelen. Tentoongesteld in de Tower of London trekken ze nu nog altijd miljoenen toeristen per jaar. Een deel van de steen bleef in de vorm van kleine briljanten en slijpsel achter bij de firma Asscher als werkloon voor het splijten en slijpen.

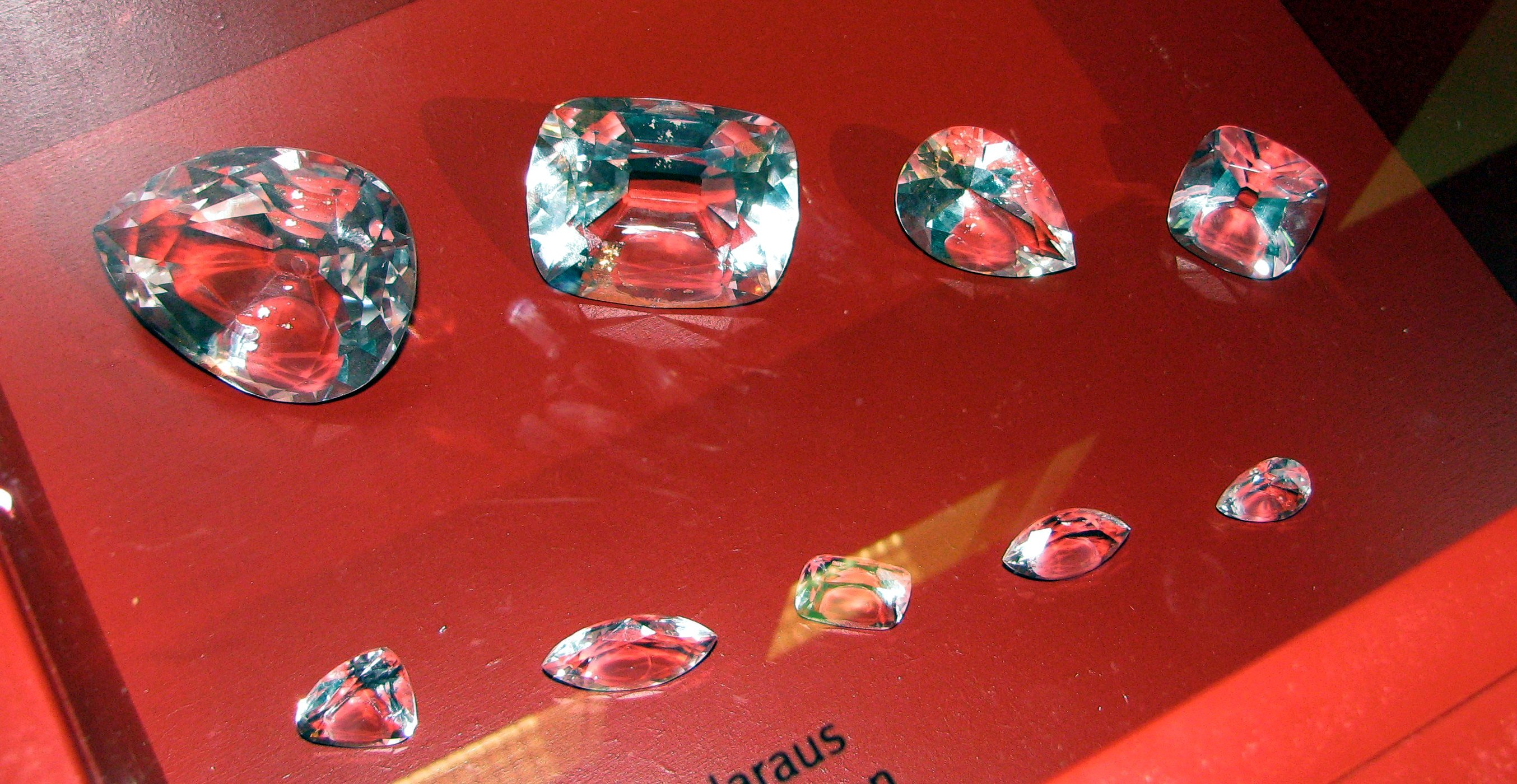
De negen grootste fragmenten in geslepen vorm (afgebeeld zijn kopieën van glas)